# Denzel (automóvel)
A Denzel foi uma das primeiras marcas de automóveis concorrentes da Porsche em Viena, Áustria, a partir de 1948. Embora alguns historiadores tenham relegado a marca à categoria de construtora de "especiais", o Denzel foi fabricado por aproximadamente 7 a 8 anos após 5 anos de desenvolvimento, com produção total próxima a 300 unidades, até 1959, de acordo com a biografia de Wolfgang Denzel.
Denzel alcançou publicidade mundial com sua impressionante vitória no Rally Alpino de 1954. Denzel fabricava apenas roadsters abertos, semelhantes em estilo ao primeiro protótipo da Porsche do pós-guerra. Tal como a Porsche, lançada na sequência da Segunda Guerra Mundial, Denzel desenvolveu os seus próprios componentes de transmissão VW melhorados e, ocasionalmente, até utilizou motores Porsche em alguns dos seus modelos posteriores. Os primeiros modelos usavam carrocerias de aço feitas à mão, mas logo passaram a usar carrocerias de alumínio, em meados da década de 1950.
Wolfgang Denzel criou o automóvel e era o proprietário da Denzel Automobile Company na Áustria.
Hoje esta é a Wolfgang Denzel AG, uma concessionária de automóveis.